# Oniella honesta
Oniella honesta är en insektsart som beskrevs av Melichar 1902. Oniella honesta ingår i släktet Oniella och familjen dvärgstritar. Inga underarter finns listade i Catalogue of Life.